# Horní Maršov
Horní Maršov település Csehországban, Trutnovi járásban. Horní Maršov Malá Úpa, Žacléř, Svoboda nad Úpou, Pec pod Sněžkou és Mladé Buky településekkel határos. Lakosainak száma 931 fő (2024. január 1.).

## Népesség
A település lakosságának változását az alábbi diagram mutatja:
| Lakosok száma | 2668 | 2688 | 2392 | 1355 | 959  | 1058 | 990  | 973  | 935  | 931  |
|               | 1869 | 1890 | 1921 | 1950 | 1980 | 2001 | 2017 | 2019 | 2022 | 2024 |